# Mahura
Mahura – rodzaj pająków z rodziny lejkowcowatych. Obejmuje 18 opisanych gatunków. Zamieszkują Nową Zelandię.

## Morfologia
Pająki te osiągają od 1,5 do 3,5 mm długości ciała. Ośmioro oczu rozmieszczonych jest w dwóch rzędach, z których przedni jest zwykle prosty, a tylny nieco odchylony. Oczy wszystkich par są podobnych rozmiarów z wyjątkiem oczu przednio-środkowych, które są o co najmniej połowę mniejsze niż przednio-boczne. Oczy par bocznych leżą blisko siebie. Cała grupa oczu jest zwarta i zajmuje około ⅔ szerokości części głowowej karapaksu. Szczękoczułki ustawione są pionowo, są krótkie i mają po 2 zęby na krawędziach tylnych oraz po 5–7 zębów na krawędziach przednich bruzd. Szerokość wciętej u podstawy wargi dolnej jest większa od jej długości. Tarczowate sternum jest zwykle nieco dłuższe niż szerokie.
Odnóża są pozbawione włosków pierzastych, skopuli i przypazurkowych kępek włosków. Zwykle kolejność par odnóży od najdłuższej do najkrótszej to: IV, I, II, III u samicy i: I, IV, II, III u samca. Wszystkie pary mają kolce grzbietowe na goleniach, organy tarsalne położone odsiebnie względem trichobotrii na stopach, silnie grzebykowane pazurki górne oraz zaopatrzone w jeden lub dwa ząbki pazurki dolne.
Opistosoma może być wyposażona w małe i podzielone siteczko przędne lub być go pozbawiona. Stożeczek jest mały, porośnięty szczecinkami, u gatunków pozbawionych siteczka zwykle zaopatrzony we wcięcie na tylnym brzegu. Genitalia samicy cechuje mała płytka płciowa i zbiornikowata część wewnętrzna z krótkimi przewodami.
Nogogłaszczki samca mają wydatny wyrostek retrolateralny goleni, kolcokształtną lub haczykowatą apofyzę medialną, kolcokształtny i równomiernie zakrzywiony embolus oraz przejrzysty, T-kształtny konduktor.

## Ekologia i występowanie
Wszystkie gatunki są endemitami Nowej Zelandii. Zamieszkują lasy, gdzie bytują w warstwie ściółki. Przypuszczalnie sięgają też do piętra subalpejskiego. Nie stwierdzono budowania przez nie sieci łownych.

## Taksonomia
Rodzaj ten wprowadzony został w 1973 roku przez Raymonda Roberta Forstera i Cecila Louisa Wiltona w czwartej części monografii poświęconej pająkom Nowej Zelandii. Autorzy wyznaczyli jego gatunkiem typowym opisanego w tej samej publikacji Mahura turris. Forster i Wilton uważali, że rodzaj ten tworzy w obrębie lejkowcowatych kompleks pokrewnych rodzajów wraz z Orepukia, jednak ten drugi przeniesiony został do rodziny Cycloctenidae na podstawie molekularnej analizy filogenetycznej w 2017 roku przez Warda C. Wheelera i współpracowników.
Do rodzaju tego należy 18 opisanych gatunków:
- Mahura accola Forster et Wilton, 1973
- Mahura bainhamensis Forster et Wilton, 1973
- Mahura boara Forster et Wilton, 1973
- Mahura crypta Forster et Wilton, 1973
- Mahura detrita Forster et Wilton, 1973
- Mahura hinua Forster et Wilton, 1973
- Mahura musca Forster et Wilton, 1973
- Mahura rubella Forster et Wilton, 1973
- Mahura rufula Forster et Wilton, 1973
- Mahura scuta Forster et Wilton, 1973
- Mahura sorenseni Forster et Wilton, 1973
- Mahura southgatei Forster et Wilton, 1973
- Mahura spinosa Forster et Wilton, 1973
- Mahura spinosoides Forster et Wilton, 1973
- Mahura takahea Forster et Wilton, 1973
- Mahura tarsa Forster et Wilton, 1973
- Mahura turris Forster et Wilton, 1973
- Mahura vella Forster et Wilton, 1973